# BP Рыб
BP Рыб (лат. BP Рiscis) — переменная звезда, которая находится в созвездии Рыбы на расстоянии от 261 до 978 световых лет от Солнца.

## Характеристики
BP Рыб представляет собой звезду-гигант 11,85 видимой звёздной величины. До сих пор не ясно, относится ли она к классу T-tauri и находится на расстоянии 80 парсек от нас, либо является жёлтым гигантом, сошедшим с главной последовательности и, соответственно, находящимся на расстоянии 300 парсек от нас. Однако с большой уверенностью можно сказать, что звезда окружена диском из пыли и газа. Наблюдения с помощью космического рентгеновского телескопа Чандра показали, что звезда имеет сверхмощное магнитное поле.